# Apache Abdera
Apache Abdera es una implementación del formato Atom Syndication y del protocolo Atom Publishing, estándares para la creación, la edición y la publicación de web feeds y otros recursos web. El foco actual del proyecto se orienta a la implementación en Java, aunque igualmente se han considerado implementaciones en C/C++ y .NET.
El código de Abdera fue desarrollado originalmente por IBM y donado a la Apache Software Foundation en junio de 2006.

## Características
- Consumo y producción de documentos feed y entry según Atom 1.0
- Implementación del protocolo Atom Publishing como cliente.
- Framework para la creación de un servidor para el protocolo Atom Publishing.
- Firma digital XML y encriptamiento de documentos Atom.
- Soporte de extensiones de formatos y protocolos.